# Porta Medina (Nápoly)
A Porta Medina egyike a középkori Nápoly városkapuinak. 1640-ben építették Cosimo Fanzago tervei alapján Ramiro de Guzman alkirály parancsára. Ma csak néhány rom utal az egykori kapura valamint a szomszédos épületen egy tábla, mely az itt megépített cumai vasút megnyitásának állít emléket. A kapu szomszédságában található a Pignasecca piac, Nápoly egyik legforgalmasabbja. 